# Impeachment di Andrew Johnson

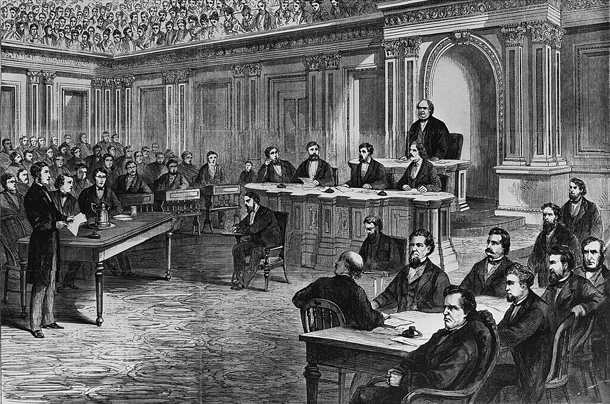
Illustrazione del processo di impeachment

L'impeachment di Andrew Johnson avvenne nel 1868, quando la Camera dei Rappresentanti degli Stati Uniti decise di mettere sotto accusa l'allora presidente in carica Andrew Johnson, adottando undici articoli di impeachment che descrivevano dettagliatamente i suoi "alti crimini e illeciti", in conformità con l'articolo 2 della Costituzione degli Stati Uniti.

## Storia

### Antefatti
L'accusa principale della Camera contro Johnson fu la violazione della legge Tenure of Office Act, approvata dal Congresso degli Stati Uniti nel marzo 1867, che riguardava e trattava il veto del presidente. In particolare, Jonhson aveva rimosso dall'incarico di Segretario alla Guerra Edwin M. Stanton e tentò di sostituirlo con il maggiore generale Brevet Lorenzo Thomas (prima, mentre il Congresso non era in sessione, Johnson aveva sospeso Stanton e nominato il generale Ulysses S. Grant come Segretario alla Guerra ad interim).

### Il processo al Senato del 1868
La Camera approvò gli articoli di impeachment il 2 e il 3 marzo 1868 e li inoltrò al Senato. Il processo al Senato iniziò tre giorni dopo, presieduto dal presidente della Corte Suprema degli Stati Uniti Salmon P. Chase. Il 16 maggio, il Senato non riuscì a condannare Johnson su uno degli articoli, con il voto di 35-19 a favore della condanna che non superava la necessaria maggioranza dei due terzi per un solo voto. Determinante fu a questo proposito il voto contrario del senatore del Kansas Edmund G. Ross, che, venendo meno alla disciplina del proprio partito, votò contro la condanna, come fecero anche altri sei suoi colleghi repubblicani.  Fu chiesto un tempo di dieci giorni prima di tentare un nuovo impeachment per ulteriori violazioni. Ciò non cambiò l'esito, tuttavia, poiché il 26 maggio gli accusatori non riuscirono a incriminare il Presidente su due articoli, il processo fu archiviato.

### I casi dell'impeachment
Questo fu il primo impeachment di un Presidente dalla creazione dell'ufficio nel 1789. Il culmine di una lunga battaglia politica tra Johnson, democratico per tutta la vita, e la maggioranza repubblicana al Congresso su come meglio trattare con gli Stati del sud sconfitti dopo la conclusione della guerra civile americana, l'impeachment e il processo successivo con l'assoluzione di Johnson furono tra gli eventi più drammatici nella vita politica della nazione americana durante l'era della ricostruzione. Insieme, hanno acquisito una reputazione storica come atto di convenienza politica, piuttosto che necessità, basato sulla sfida di Johnson a un atto legislativo incostituzionale, che è stato condotto con scarso interesse per la volontà di un pubblico generale che, nonostante l'impopolarità di Johnson, si oppose all'impeachment.

### Fatti storici dell'impeachment
Johnson è uno dei soli quattro presidenti contro i quali gli articoli di impeachment sono stati segnalati alla Camera per essere presi in considerazione. Nel 1974, durante lo scandalo Watergate, il Comitato giudiziario della Camera approvò articoli di impeachment contro Richard Nixon, che si dimise dall'incarico piuttosto che affrontare alcuni impeachment e la prospettiva di essere condannato al processo e rimosso dal suo incarico. Nel 1999, Bill Clinton fu messo sotto accusa; lui, come Johnson, fu assolto da tutte le accuse a seguito di un processo al Senato. Nel 2019 Donald Trump è stato messo in stato d'accusa per le pressioni esercitate sul neoeletto presidente ucraino, al fine di ottenere indagini più approfondite su Hunter Biden, figlio di Joe Biden (suo probabile avversario democratico alle prossime elezioni statunitensi) e membro del consiglio di amministrazione della Burisma Holdings, azienda non governativa di gas ucraina, durante il mandato del padre quale vicepresidente degli stati Uniti.
Infine, nel 2021 Donald Trump è stato nuovamente messo in stato di accusa per aver incitato l'assedio del Campidoglio.